# Amphiliidae
Famille
Les Amphiliidae (poissons-chats loches) sont une famille de poissons-chats de l'ordre des Siluriformes. Ils sont très répandus en Afrique tropicale, mais sont plus fréquents dans les cours d'eau en haute altitude, la plupart de ces espèces sont capables de s'accrocher à des rochers dans les rapides. Il en existe 12 genres et 66 espèces.

## Taxinomie
La famille des Amphiliidae se compose de trois sous-familles : les Amphiliinae, les Leptoglanidinae (précédemment orthographié Leptoglaninae) et les Doumeinae. La monophylie des Amphiliidae a été remise en question, un auteur[Qui ?] restreint la famille pour les membres de la sous-famille des Amphiliinae et transfère les autres genres de la famille des Doumeidae.

## Description
Les Amphiliidés sont généralement de petits poissons-chats au corps allongé. Les nageoires pectorales et ventrales sont grandes, et les premiers rayons de chaque i généralement large, souple, et filamenteuses. Les yeux sont généralement de petite taille et situés dans la partie supérieure de la tête. La taille de la vessie est réduite, elle est divisée en deux lobes et entourée de capsules osseuses. 
Ces poissons chats ont trois paires de barbillons (mais les barbillons nasaux sont absents). Les épines dorsales et pectorales sont absentes ou peu développées (comme dans Leptoglanidinae et Trachyglanis). Ils atteignent 19 cm au maximum, mais la plupart des espèces ne dépassent pas 12 cm. Leur petite bouche est située sous la tête, et les lèvres très épaisses portent plusieurs petites bosses (papilles). Les lèvres, l'ensemble des tentacules, et de minuscules épines sur ses rayons, permettent la fixation du poisson à des surfaces solides, de sorte qu'il puisse manger dans les rapides. 
La biologie et l'écologie de ces poissons sont mal connues. Ils ont piètre valeur économique, mais sont intéressants à maintenir en aquarium.

## Liste des sous-familles et genres
Selon World Register of Marine Species (29 octobre 2017) :
- sous-famille des Amphiliinae Regan, 1911
  - genre Amphilius Günther, 1864
  - genre Paramphilius Pellegrin, 1907
- sous-famille des Doumeinae Regan, 1911
  - genre Andersonia Boulenger, 1900
  - genre Belonoglanis Boulenger, 1902
  - genre Congoglanis Ferraris, Vari & Skelton, 2011
  - genre Doumea Sauvage, 1879
  - genre Phractura Boulenger, 1900
  - genre Trachyglanis Boulenger, 1902
- sous-famille des Leptoglaninae Roberts, 2003
  - genre Dolichamphilius Roberts, 2003
  - genre Leptoglanis Boulenger, 1902
  - genre Psammphiletria Roberts, 2003
  - genre Tetracamphilius Roberts, 2003
  - genre Zaireichthys Roberts, 1968